# Histoires insolites (série télévisée)
Histoires insolites est une série télévisée française en douze épisodes de 52 minutes, créée par Claude Chabrol et diffusée du 19 octobre 1974 au 2 mai 1979 sur la Première chaîne de l'ORTF, puis TF1. La seconde saison est diffusée du 21 avril au 26 mai 1979 sur FR3.

## Synopsis
La série met en lumière l'étrangeté du quotidien.
A l'occasion de la diffusion du premier épisode Monsieur Bébé, Claude Chabrol expliquait dans le magazine Télé 7 jours : Je souhaitais que l'esprit de cette série soit véritablement insolite et non pas fantastique. Dans ces nouvelles, l'insolite, c'est du quotidien transformable, du réalisme décalé, c'est-à-dire que les faits sont ordinaires jusqu'au moment où la situation glisse vers l'inquiétant.

## Production

### Première saison
La première saison est l'adaptation de nouvelles de divers auteurs : Julio Cortázar, Shirley Jackson, George Hitchcock, Georges Mandel, Theodore Sturgeon. Claude Chabrol a réalisé quatre épisodes, les deux autres étant signés Christian de Chalonge et Edouard Molinaro.
Elle a été coproduite par l'Office de radiodiffusion-télévision française, Technisonor et Cosmovision. En raison des grèves, l'épisode Parcelle brillante  ne fut pas diffusé.
En 1976, TF1 rediffusa les quatre épisodes réalisés par Claude Chabrol.

### Deuxième saison
Les six épisodes de la deuxième saison sont tirés de nouvelles de William Irish. Tournés en 1978, ils ont été diffusés l'année suivante.
Elle a été coproduite par Hamster Films et FR3.

## Épisodes

### Saison 1 (1974)
1. Monsieur Bébé de Claude Chabrol avec Denise Gence, François Perrot.
2. Les Gens de l'été de Claude Chabrol avec François Vibert, Madeleine Ozeray.
3. Une invitation à la chasse de Claude Chabrol avec Jean-Louis Maury, Jean Martin, Dominique Zardi, Henri Attal.
4. Nul n'est parfait de Claude Chabrol avec Michel Duchaussoy, Caroline Cellier.
5. Un jour comme les autres avec des cacahuètes d' Edouard Molinaro avec Jean-Pierre Darras, Marie-Hélène Breillat, Bernard Le Coq.
6. Parcelle brillante  de Christian de Chalonge avec Juliet Berto, Gert Froebe.

### Saison 2 (1979)
1. La Stratégie du serpent d' Yves Boisset, avec Jean Carmet, Eva Darlan, Andréa Ferréol.
2. Folies douces : de et avec Maurice Ronet, Josephine Chaplin, Maurice Biraud, Bernard Le Coq, Anouk Ferjac
3. Tu comprends ça, soldat ? : de Pierre Granier-Deferre, avec Valérie Mairesse, Laurent Malet
4. Une dernière fois Catherine  de Pierre Grimblat, adaptation de Jean-Patrick Manchette, avec Marc Porel, Jean-Pierre Darras, Michel Auclair, Xavier Saint-Macary, Élisabeth Huppert
5. La Boucle d'oreille de Claude Chabrol avec Pierre Douglas, Thérèse Liotard, Jacques Spiesser.
6. Le Locataire d'en haut de Gilles Grangier avec Bernard Fresson, Juliette Mills.

## Musique
La musique de sept épisodes a été composée par Pierre Jansen, les autres étant signés Claude Bolling, Matthieu Chabrol et Vladimir Cosma.